# Gourbeyre
Gourbeyre (Guadeloupe-Kreolisch: Goubè) ist eine Gemeinde mit 7378 Einwohnern (Stand 1. Januar 2022) im französischen Überseedépartement Guadeloupe. Dort befindet sich das Archiv des Départements. Gourbeyre ist ein Mitglied des Gemeindeverbands Grand Sud Caraïbe.

## Geografie
Gourdeyre liegt zwischen den Gemeinden Basse-Terre im Westen und Trois-Rivières im Osten, im Südwesten der Insel Basse-Terre in der Karibik.

## Geschichte
Im 17. Jahrhundert hieß der Ort Montagne Saint-Charles et du Palmiste (Berg Saint-Charles und Palmenhain), es wird angenommen, dass mit Saint-Charles Charles Houël gemeint ist, der von 1643 bis 1664 Gouverneur von Guadeloupe war. Danach hieß die Ortschaft Dos-d’Ane (Eselrücken), heute ist dies noch der Name eines Ortsteils. Die heutige Gemeinde Gourbeyre ist aus Teilen dreier Orte zusammengesetzt, aus äußeren Teilen der ehemaligen Pfarrei Mont-Carmel, dem Montagne Saint-Charles et du Palmiste und einem Teil der ehemaligen Pfarrei von Trois-Rivières.
Im 17. und 18. Jahrhundert beherrschten drei christliche Orden die Region. Die Barmherzigen Brüder vom hl. Johannes von Gott wohnten in Saint-Charles, das sie in eine Zuckerfabrik umwandelten. Die Karmeliten besaßen eine Zuckerfabrik in Dolé und wohnten in Montagne Saint-Charles et du Palmiste. Dolé gehörte damals noch zur Ortschaft Trois-Rivières und war nach seinem militärischen Kommandanten benannt. Die Jesuiten kauften 1704 die Zuckerfabrik Bisdary, die bei Basse-Terre am Fuß des Berges Houëlmont lag. Die religiösen Orden hielten sich afrikanische Sklaven und hatten durch ihren Reichtum besonders gute Ländereien erworben. Dies erregte den Unmut der weltlichen Bewohner und der Administration. Im Jahre 1741 reglementierte Ludwig XV. von Frankreich (1710–1774), den Grundbesitz der kirchlichen Orden. Sie durften nur soviel Land besitzen wie nötig war, um 100 Sklaven zu ernähren. Die Zuckerfabrik Bisdary der Jesuiten umfasste 250 Hektar und beschäftigte 300 Sklaven. Deshalb verkauften die Jesuiten Bisdary 1764 an Thomas Lépreux. 
Im Zuge der Französischen Revolution (1789–1799) wurde der Besitz der religiösen Orden in Guadeloupe beschlagnahmt. Im Jahre 1794 wurde die Sklaverei in Guadeloupe verboten.

## Sehenswürdigkeiten
- Das Centre d’Observatoire de la soufriere ist ein Observatorium, das 1989 erbaut wurde. Es liegt etwa 9 Kilometer südwestlich des Vulkans.[2]
- Die Marina Rivière-Sens ist ein Yachthafen, der unter anderem Thalassotherapien anbietet.
- Source chaude de Dolé ist eine Thermalquelle im Weiler Dolé. Das Wasser der Quelle wird in Guadeloupe als Mineralwasser verkauft, außerdem kann man in einem dafür errichteten Bassin baden.[3]

## Persönlichkeiten
- Lucette Michaux-Chevry (* 1929 in Saint-Claude) ist eine französische Politikerin (UMP). Sie war von 1987 bis 1995 Bürgermeisterin von Gourbeyre. Sie wurde 2004 in den Senat von Frankreich wiedergewählt und 2008 zur Bürgermeisterin der Stadt Basse-Terre gewählt.[4]
- Ernest Cabo (1932–2019), Bischof von Basse-Terre et Pointe-à-Pitre, verbrachte seinen Lebensabend in Gourbeyre.